# Psilocurus modestus
Psilocurus modestus är en tvåvingeart som först beskrevs av Samuel Wendell Williston  1893.  Psilocurus modestus ingår i släktet Psilocurus och familjen rovflugor. Inga underarter finns listade i Catalogue of Life.